# Yorima
Yorima is een geslacht van spinnen uit de  familie van de waterspinnen (Cybaeidae).

## Soorten
- Yorima albida Roth, 1956
- Yorima angelica Roth, 1956
- Yorima antillana (Bryant, 1940)
- Yorima flava (Chamberlin & Ivie, 1937)
- Yorima sequoiae (Chamberlin & Ivie, 1937)
- Yorima subflava Chamberlin & Ivie, 1942